# Draisiana

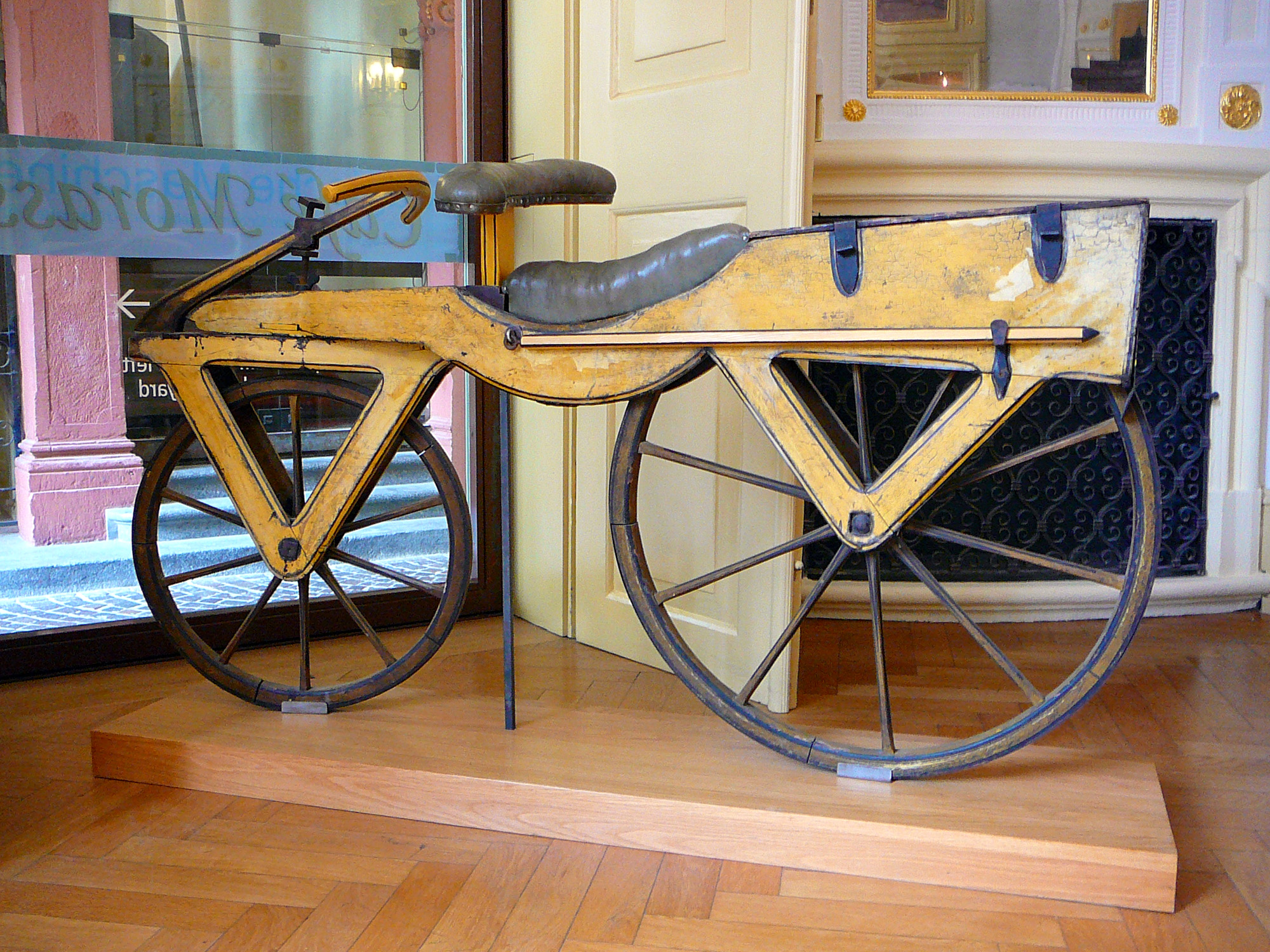
Uma draisian de 1820, primeiro veículo disposto de roda em linha com tração humana.

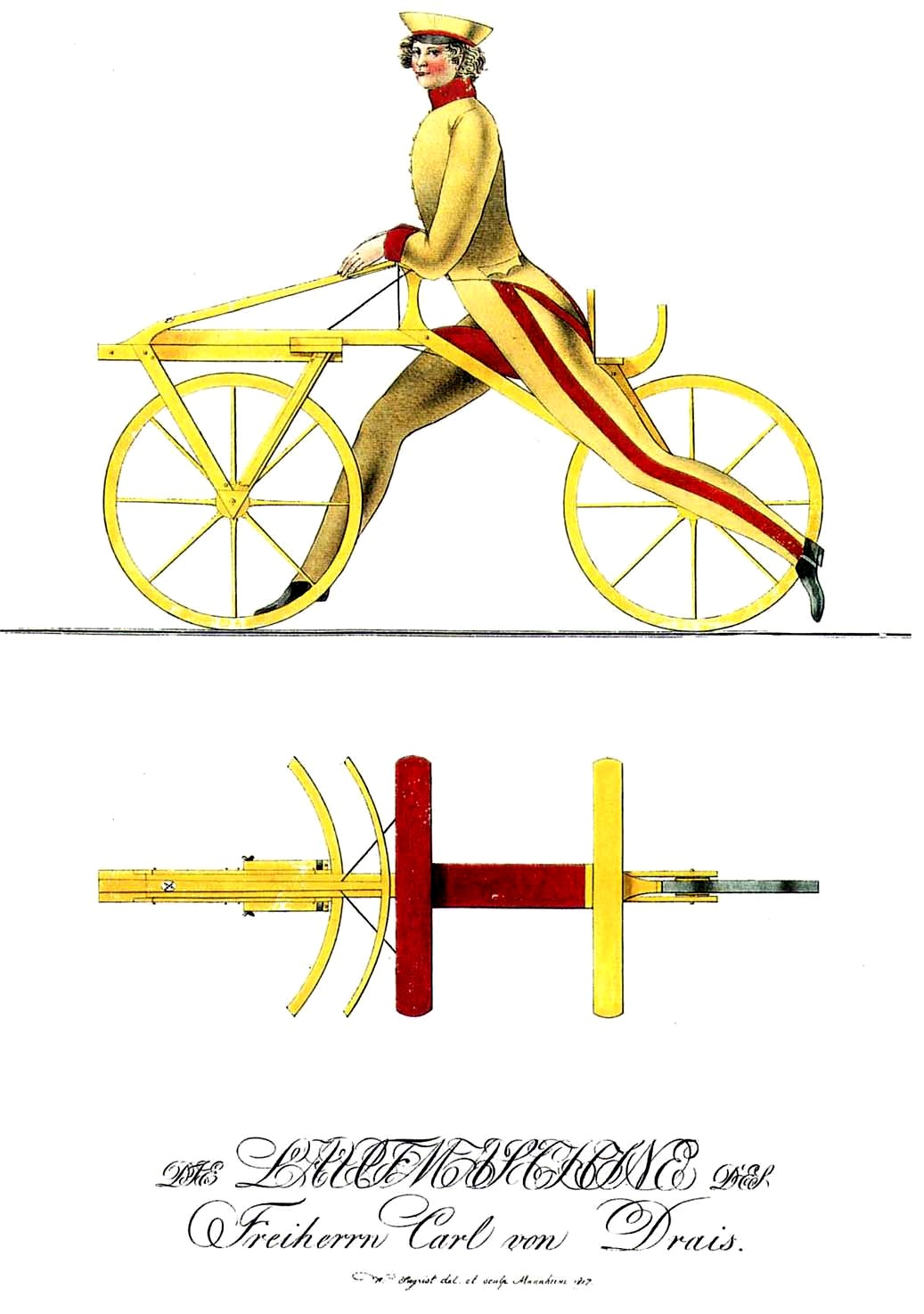
O cavalo de madeira (dandy-horse) de Drais (1817)

Draisiana, ou dresina, é um veículo de duas rodas inventado em 1817, precursor da bicicleta, e que foi chamado de draisiana em homenagem ao seu inventor, o barão Karl Drais.
A draisiana é a primeira definição viável do uso prático de uma bicicleta. Foi o primeiro veículo desse tipo que obteve êxito comercial em sua época, por ser dirigível e com grande interação homem-máquina. Na draisiana a tração era fornecida pelos próprios pés, por meio de empurrões do condutor contra o solo, semelhantemente ao que se faz num patinete, mas com a alternância das pernas. Não tardou que fosse desenvolvido um modelo com pedal na roda dianteira, que se denominou por velocípede.

## História
Em 1817, o barão alemão Karl Christian Ludwig Drais von Sauerbronn inventou o primeiro veículo de duas rodas em linha, a que chamou Laufmaschine ("máquina andante"), precursora da bicicleta e da motocicleta. A laufmaschine consistia em um marco de madeira ao qual se ligavam duas rodas, alinhadas no sentido do giro, um banco e uma alavanca que fazia as vezes de guidão. Para mover-se, o condutor, sentado sobre o banco, com as pernas pendentes uma de cada lado, empurrava alternadamente com os pés no chão, num movimento semelhante a um patinador. Com esse impulso, o veículo adquiria uma velocidade considerável. Os braços apoiavam-se em apoios laterais enquanto as mãos operavam a alavanca que permitia direcionar a roda dianteira de acordo com a necessidade de fazer curvas.
Tal invento baseava-se na ideia de que uma pessoa, ao caminhar, desperdiça muita força por ter que deslocar seu peso de forma alternada de um pé a outro. Drais logrou criar o primeiro veículo simples que nos permitiu evitar esse trabalho. Essa máquina evoluiu rapidamente até chegar à bicicleta atual.

## Literatura
- H.E.Lessing: How sophisticated was the draisine? The Boneshaker #159 (2002)
- T.Hadland and H.E.Lessing: Bicycle Design - An Illustrated History, MIT Press, Cambridge; MA 2014
- C.Reynaud: L'Ère de la Draisienne en France 1818-1870, Éditions Musée Vélo-Moto, Domazan 2015